# Metopidiothrix burckhardti
Metopidiothrix burckhardti är en mångfotingart som beskrevs av Shear 2002. Metopidiothrix burckhardti ingår i släktet Metopidiothrix och familjen Metopidiotrichidae. Inga underarter finns listade i Catalogue of Life.